# Coche (hippomobile)
Pour les articles homonymes, voir Coche.

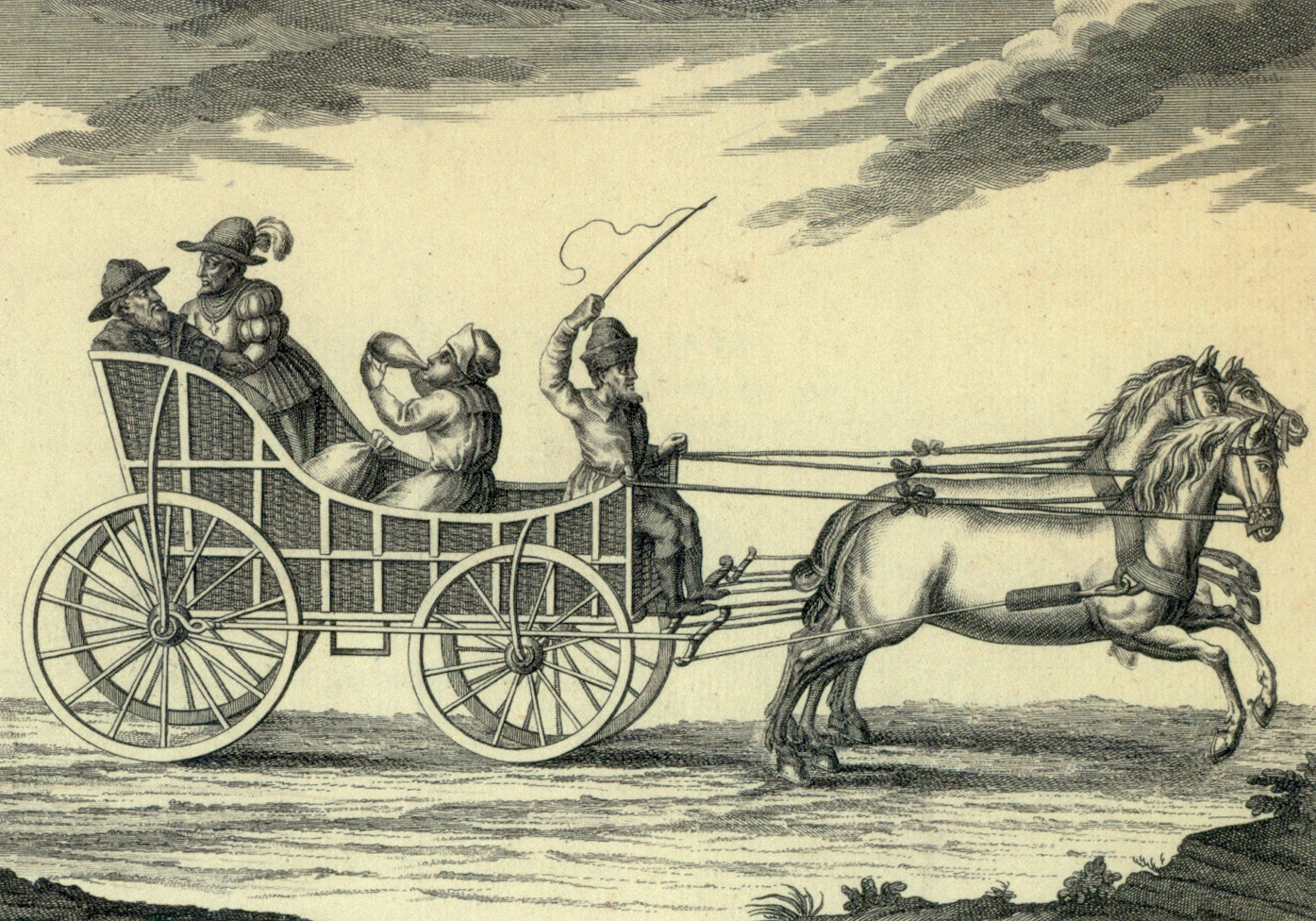
Première illustration d'un coche hongrois en 1568 (Jeremias Schemel).

Trafic des coches avenue des Champs-Élysées en 1899.

Un coche est un véhicule attelé hippomobile fermé, mais pas complètement clos à la différence du carrosse. De là découle le nom de son conducteur, le cocher, nom qui s'est maintenu pour le conducteur de tous les types de voitures hippomobiles bien après la disparition du coche lui-même. Le coche servait au transport de personnes, principalement sous forme de transport en commun (sa capacité était de six à huit places). Il servait aussi bien en ville que pour les longs trajets.

## Histoire
Il existait, bien avant le coche, des véhicules de même type. En Grande-Bretagne, aux XIVe et XVe siècles, circulait une sorte de chariot nommé whirlicote.
Le coche apparaît vers le XVIe siècle. Le terme provient du nom du village de Kocs en Hongrie. Il s'est étendu en allemand kutsche, en hollandais koets, en français, espagnol, portugais coche, en anglais coach. Il entre dans la langue française en 1545.
À son origine hongroise, c'est un véhicule apprécié pour son luxe et sa vitesse, mais ne possède pas de caisse suspendue. Il a une forme particulière très élevée à l'arrière. Le véhicule sera ultérieurement suspendu pour améliorer son confort, comme le montre la représentation de Jeremias Schemel.
Par la suite, la caisse sera couverte afin de protéger les passagers des intempéries, par des peaux de vache, puis des panneaux de cuir. On commence à fermer les parties avant et arrière par des panneaux de bois. On dispose des banquettes en vis-à-vis le long des parois latérales.

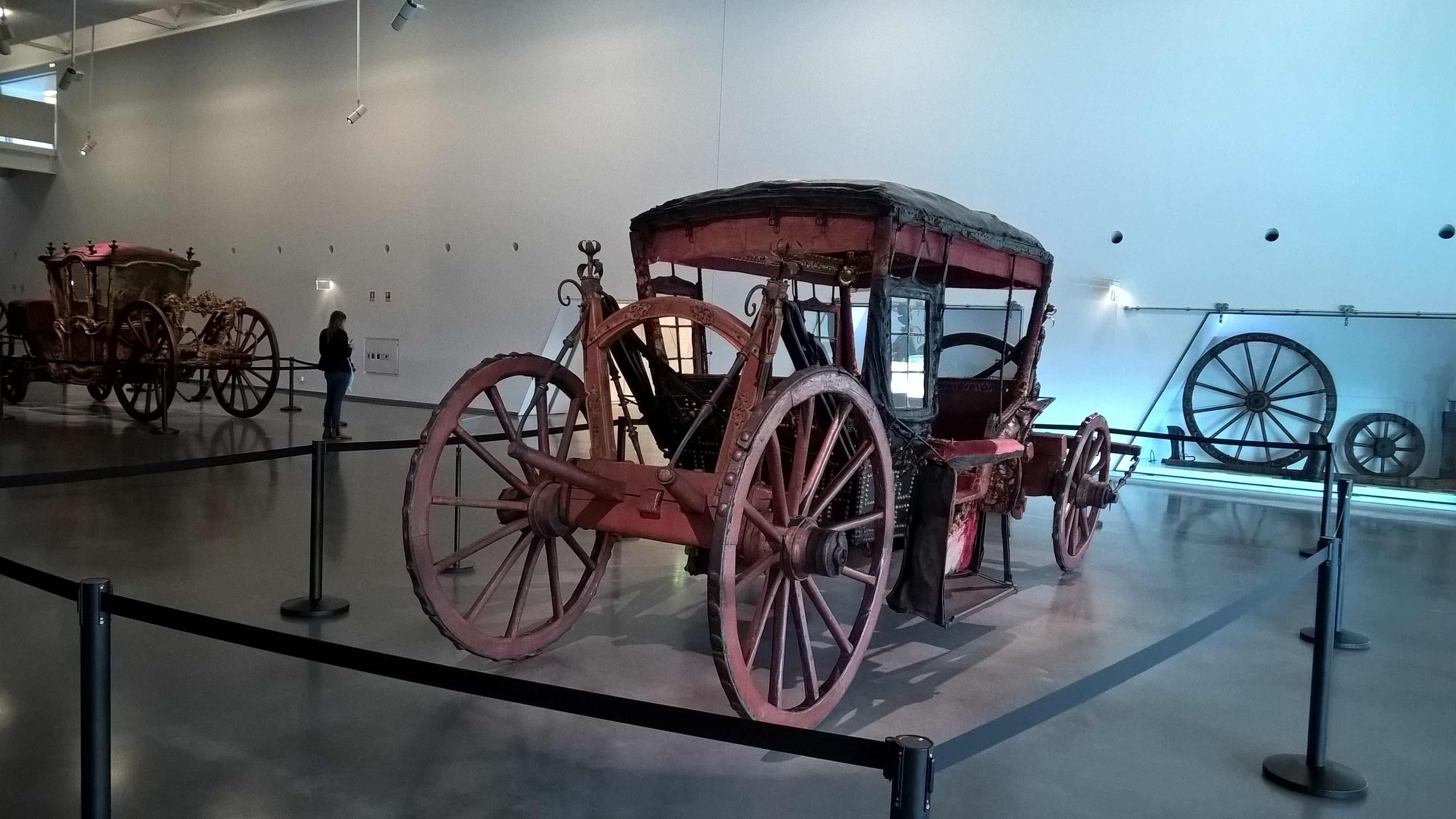
Coche de Philippe II d'Espagne utilisé pour son entrée à Lisbonne en 1619 (musée de Lisbonne).

Selon les usages et les propriétaires, le coche pouvait recevoir des décorations et des aménagements d'une grande richesse. Les coches de voyage étaient relativement spartiates. Le coche reste la voiture de transport de passagers en usage jusqu'au XIXe siècle, mais pour être plus rapide, consacre le terme de diligence qui va devenir, jusqu'au XIXe siècle, la référence en matière de transport de personnes, avant d'être détrônée par le chemin de fer.
Le mot coche est resté longtemps dans le vocabulaire courant, même après que ce type de véhicule a disparu.

## Technique
Sa structure comprend une caisse en osier avec une armature en bois. Si les premiers ne sont probablement pas suspendus, la plus ancienne représentation connue d'un coche montre une caisse maintenue par des barres de fer partant de l'extérieur des moyeux des roues, le seul amortissement étant l'élasticité relative du fer. 

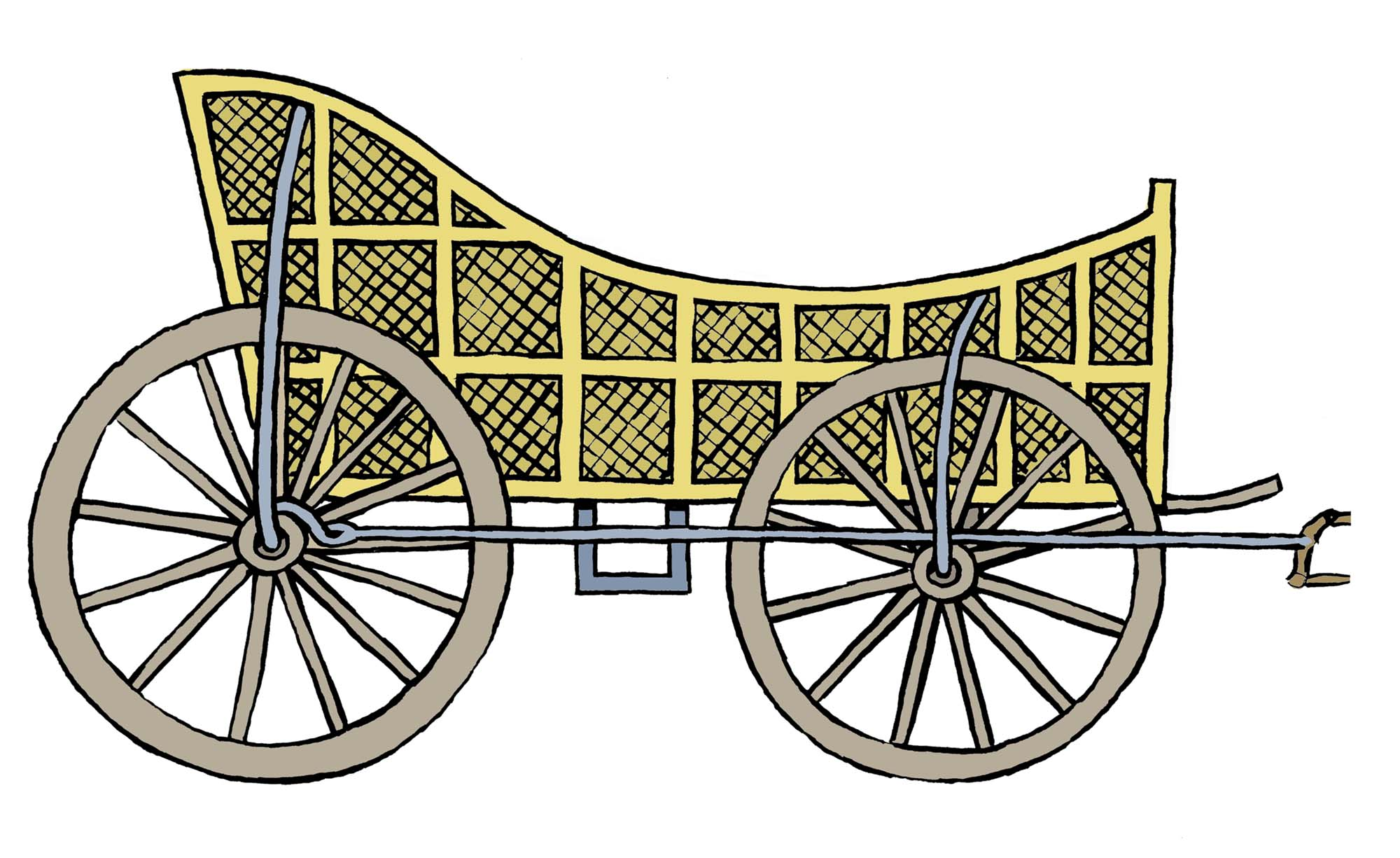
Coche de la ville de Kocs (Kotsch) (interprétation d'une gravure de 1568 par Jean-Claude Pertuzé.

Ensuite, la caisse est suspendue ou des chaînes ou des sangles de cuir à des bras fixés aux essieux, ces derniers étant reliés entre eux par une poutre centrale. Les quatre roues sont de taille identique et le train avant, d'abord fixe, peut ultérieurement pivoter mais offre peu de possibilités de braquage.
Le coche est tracté par deux à six chevaux en attelage, le cocher étant assis à l'avant de la voiture, sur un strapontin ou un banc surélevé. Le freinage est assuré par un coin que le cocher peut plaquer contre une des roues avant à l'aide d'un levier qu'il commande du pied, puis une chaîne qui enraye le mouvement des roues. Ce mode de freinage n'est cependant pas très fiable, et la sécurité de ce moyen de transport n'est pas très élevée. La caisse ne dispose pas de portière, mais les passagers sont protégés habituellement par un toit (souvent en dôme) soutenu par des colonnes.
Par la suite, la caisse est fermée afin de protéger les passagers des intempéries, par des peaux de vache, puis des panneaux de cuir. On ferme les parties avant et arrière par des panneaux de bois. On dispose des banquettes en vis-à-vis le long des parois latérales.

## Expressions
L'expression rater le coche, à l'origine au sens propre (comme on dirait maintenant rater l'autobus), a pris le sens figuré de manquer une occasion.
Autre expression : la mouche du coche (en référence à la fable Le Coche et la Mouche, de La Fontaine) veut dire que l'on est le petit élément perturbateur qui gêne le déroulement d'une entreprise par des actions inutiles, tout en prétendant aider et en tirer quelque bénéfice par la suite.

## Différence coche et carrosse

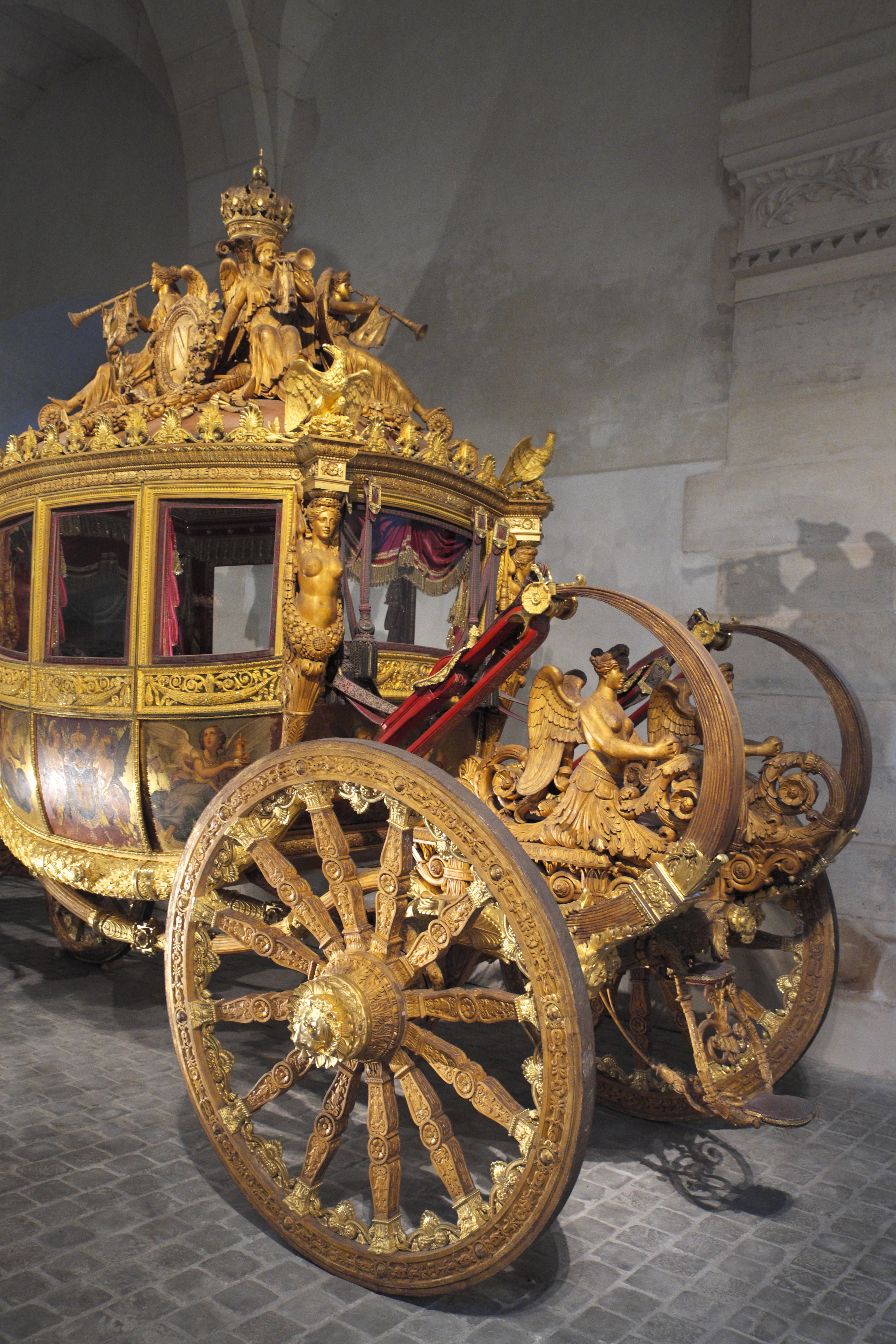
Carrosse du sacre de Charles X (Versailles).

Le terme de « carrosse » apparaît dans la langue française vers 1574, soit près de trente ans après le « coche ». Au début, la différence est peu probante, elle se précise par la suite, les carrosses se généralisant au tournant du XVIIe siècle.
Le coche n'est fermé que jusqu'à la hauteur des accoudoirs et n'a pas de portières ou possède des portières ouvertes jusqu'à mi-hauteur. À l'inverse la caisse du carrosse est entièrement fermée, avec des glaces qui permettent de voir tout en étant protégé des intempéries. Le carrosse est doté d'une portière de chaque côté.

## Sources
Joseph Jobé, Au temps des cochers, Lausanne, Edita-Lazarus, 1976.  (ISBN 2-88001-019-5)